# Нега паса
Нега паса и брига о њиховој хигијени је основа за сваког власника или одгајивача паса. Било да су у питању пси који бораве у кући или пси који живе на отвореном, у дворишној кућици за псе или боксу, власници морају предузимати читав низ хигијенско техничких мера које ће допринети добром здрављу и лепом изгледу њиховог пса.

## Основне хигијенске потребе паса
Пси, као и људи, имају своје животне потребе, које укључују хигијену како самог пса тако и места на коме пас борави. Негован пас има и један од основних услова за здрав и дуговечан живот. Правилно храњен пас ће у добро организованом окружењу, хигијенски исправној средини, и уз одговарајућу негу пружити свом власнику максимум. Треба имати у виду да је неважно да ли се ради о расним псима или мешанцима, да ли су у питању пси који се гаје из задовољства или радни пси и пси гајени за различите задатке, сваком псу треба пежружити сву потребну пажњу и негу. 
У зависности од типа и дужине длаке пси се морају редовно чешљати и тримовати или шишати, у колико је потребно. Такође је веома важно периодично купање пса и по потреби уклањање прљавштине из крзна пса, као и редовна заштита од паразита, оних који бораве у крзну и оних који се настањују у цревима пса. Чишћење ушију, подрезивање ноктију такође је део хигијене пса. С обзиром на склоности појединих раса ка зубном каменцу, веома је важно код пса у најранијем периоду развити навику за негу зуба. Боравак пса у природи, истрчавање и тренирање вероватно је кључ за његову добру кондицију, добро расположење и спречавање појаве гојазности и компликација које могу наступити са овом болешћу. Коначно простор у коме пас борави мора бити уредан, редовно чишћен и прилагођен његовим свакодневним потребама.

## Купање паса
У личну хигијену пса на првом месту спаде купање. На тај начин га ослобађамо прљавштине и прекомерне количине масноће која се скупља у крзну. Наравно да пси који живе у кућним условима имају потребу за чешћим купањем али се једнако с времена на време купају и пси који живе напољу. Купањем се из длаке животиње поред нечистоће и масти уклањају и паразити који су изазивачи многих болести код паса.
Са купањем пса може се почети већ у узрасту од 2-3 месеца. У зависности од величине, пса можете купати у кади или у кориту. Температура воде мора бити изнад 30 степени и не сме прелазити 35 °C. Пре купања пса је потребно добро рашчешљати јер је мокра псећа длака, нарочито код дугодлаких раса склона ћебању. Просторија у којој купате пса мора бити такође загрејана како пас не би назебао. Зато се пси који живе на дворишту, у колико нема услова да се окупају у загрејаној просторији, могу купати у летњем периоду, када су спољашње температуре довољно високе да купање буде безбедно по здравље пса. Од средстава за купање користе се неки из палете шампона који су специјално направљени за купање животиња (пса и мачака). Овакви шампони у себи не садрже соду бикарбону и не могу оштетити кожу пса. Данас на тржишту постоји широк спектар оваквих шампона за различите типове длаке, за различити ефекат и са различитим мирисима. При избору шампона мора се водити рачуна искључиво о томе како пас реагује на шампон. Шампон се користи према упутству на паковању. Углавном је потребно претходно га растворити у одговарајућој посуди па га лагано нанети сунђером и утрљавати у длаку пса. Правило је да се пас два пута нашампонира и два пута испра.
Шампон се наноси прво на леђа, па на трбух, шапе и реп. Велику пажњу треба обратити на делове око очију и ушију јер су они најосетљивији на шампон. Испирање мора бити темељно јер недовољно испрана длака може иритирати и исушити кожу. Длака пса се благо исцеди руком а затим се добро обрише пешкиром. Пси се након купања и брисања суше феном, и то првенствено дугодлаки пси, али исто тако нежни и осетљиви пси, или пси који живе напољу а купају се у зимском периоду. Приликом сушења не загревајте предуго једно исто место и не сушите близу коже. Фен поставите у природном смеру кретања длаке и по могућству упоредо рашчешлјавајте длаку пса јер ћете на тај начин убрзати сушење. Тако можете и формирати жељену фризуру и приликом чешљања проверити да ли пас има буве и крпеље или неке кожне проблеме.
Купање пса мора бити сведено на минимум, јер често купање није добро за крзно, ни за кожу пса. Повећава се ризик од прехладе. Константним купањем уништавају се природна уља у кожи, што чини да крзно буде крто, ломљиво, а кожа сува. То отвара могућност да прљавштина лакше продре до коже и у крзно, те може да направи озбиљне здравствене проблеме са несагледивим последицама по пса.

### Суво чишћење пса
Данас на тржишту велики избор препарата за суво чишћење длаке паса. Овакав начин чишћења пса треба примењивати искључиво у случајевима када се пас не може никако другачије очистити и то не сме бити редован третман, већ повремени изузетак у неговању псеће длаке. Важно је такође ове препарате користити према приложеним упутствима како не би наштетили.
За беле псе је уобичајено да се користи талк за чишћење или калк-блок. Пожељно је овакво чишћење пса обавити на месту где неће сметати разбацани пудер свуда око пса. Пудер се мора добро утрљати у крзно пса да допре до саме коже укључујући и кожу главе и шапа, јер тако делује на крзно и кожу, чисти их и освежава. После кратког времена пса треба добро очеткати и на крају га пустити да се истрчи како би с њега нестао и последњи траг пудера.
Шпирит шампон или „дух шампон” је још једно популарно средство да се пас очисти од прљавштине. Шампон се добро утрља у крзно и после извесног времена испарава остављајући крзно чистим, сјајним и свежим. Одгајивачи га користе у многим приликама.
За обојене псе могу се користити хумани препарати за чишћење крзна, то су углавном шампони за суво прање намењени људима, мада данас постоје фирме које производе овакве шампоне за псе.
Одлична замена за непотребно купање пса је веома погодна за људе који држе свог пса у кући или стану. То је такозвани „дезинфекциони сунђер”. Једноставније, то је сунђер који је потопљен у раствор воде и неког одговарајућег дезинфекционог средства као што је нпр. Детол. Пса треба добро истрљати са претходно добро исцеђеним сунђером, по читавој површини, укључујући главу и ноге, посебно делове испод ногу, пазуха, око репа, стопала и путишта. Овако направљен раствор делује врло брзо и ефикасно. Пас ће после овог чишћења осећати удобност, биће чист, свеж, уз то и заштићен од спољних паразита који нападају кожу. Увек треба узети у обзир евентуалне алергије ако им је пас склон и избегавати препарате који могу да изазову реакцију.

## Чишћење ушију
Здраве уши код пса имају велику важност по целокупан организам јер осим што представљају орган слуха имају велику улогу и у неким неуролошким процесима. Код ушију разликујемо три основне целине: спољашње уво – ушна шкољка, средње уво и унутрашњи ушни апарат. Због великог броја различитих раса паса постоје пси са усправним ушима, пресавијеним и спуштеним дугим ишима, које потпуно прекривају отвор у ушни канал. Код свих паса нега ушију је једнако битна али се код дугоухих раса она спроводи чешће и комплексније. Када се говори о нези ушију, пре свега се мисли на чишћење ушију, тачније одржавање хигијене.
Код паса су ушне шкољке у мањој или већој мери покривене длаком. Дугодлаки и коврджави пси имају прилично бујни длачни покривач и у унутрашњости ушне шкољке. Ови кућни љубимци захтевају редовно чишћење ушију и чупање паперјастих длака које расту унутар саме ушне шкољке, јер су те длачице добра подлога за настањивање патогених микроорганизама. Дуге уши имају слабу вентилирају па се код дугоухих паса често јављају паразитске и бактеријске ушне инфекције. Уклањање ових ушних длачица је веома једноставно, може се обавити и прстима, при чему треба имати у виду да пса то у суштини не боли. Такође код дугодлаких паса, који се тримују и шишају, приликом шишања, треба уклонити вишак длака са периферног дела и око ушне шкољке.
И псима се, као и нама људима, ствара церумен (ушни восак). Лучење церумена је природан физиолошки процес, међутим, уколико је ово лучење појачано, оно може бити знак неких патолошких промена. У том случају треба потражити помоћ ветеринара.
Чишћење ушију паса никако не треба обављати хидрогеном и штапићима за уши.
Чишћење ушију у унутрашњем делу треба обављати тако што у се ушни канал сипа течност намењена за чишћење ушију паса. Данас постоји широк избор оваквих препарата. Затим се измасира ушна шкољка, нежним покретима од базе уха ка почетку ушног канала. Парчетом вате или газе треба покупити нечистоћу и вишак течности у оном делу ушног канала који је видљив. Не треба гурати штапић за уши у ушне канале пса јер тако може доћи до повреде бубне опне.
Уколико кућни љубимци учестало чешу уши, млатарају главом, нагињу главу на једну страну или имају непријатан мирис из увета то је знак да нешто није у реду са њиховим ушима. Овакво понашање указује на упалу или инфекцију, па је важно што пре се обратити ветеринару.

## Подрезивање ноктију
Предуги и прерасли нокти код паса ремете им нормалан ход што ће временом довести до ортопедских проблема. Такође у игри са власником и другим псима могу да доведу до повреда, а уколико се нокат поломи повређено место се може лако инфицирати. Важно је псе навићи на негу ноктију још док су штенци, већ од другог месеца живота. Колико често ћете то радити зависи од брзине раста ноктију и њоховог природног трошења. За скраћивање ноктију не треба користити грицкалице или маказе намењене људској употреби.

Постоји много различитих типова маказа које се користе за резање ноктију код паса. Важно је користити квалитетне, оштре маказе, прилагођене величини пса и са граничником који неће дозволити да одсечете више од дозвољеног дела нокта. Маказе треба да буду конкавне, како се нокти не би ломили приликом сечења. Ако нокти нису толико дуги али су оштри, могу се истурпијати.
Пси који доста времена проводе напољу у шетњи или неким другим активностима на чврстој подлози као што је бетон, троше своје нокте тако да нема потребе да се често секу. Код мање активних и старијих паса а нарочито оних који највише времена проводе у кући на меким подлогама (теписи, крпаре и слично) скраћивање ноктију је обавезно. Ослушкивањем када се пас  креће по чврстој подлози лако се може утврдити да ли је потребно скратити му нокте. Нокат је добро скраћен онда када не додирује тло док пас стоји и не производи звук када се пас креће.
Код штенаца нокти су меки и тада се користе мање маказе, а нокти се лако секу. Код старијих паса нокти могу бити веома дебели и тврди. Након сечења оваквих ноктију обавезно треба истурпијати остатак нокта. Може се практиковати резање ноктију после купања јер ће вода донекле омекшати нокат пса. 
Мора се водити рачуна да се не засече превише како се не би оштетио живац. У колико се то деси може се утрљати стипса или сапун у повређени нокат што ће зауставити крварење и затворити насталу рану. На тај начин ће се спречити евентуална инфекција нокта. Посебну пажњу треба посветити нокту првог (петог прста). Код многих паса је он постављен високо изнад шапа, практично на подколеници. Овај нокат, ако се не одржава може да да урасте у месо ноге што може да изазове инфекције и упале. Уколико прерасте нормалну дужину може да одвоји прст од природног положаја, па пас у игри или током кретања може прст да повреди на неку препреку, због чега ће бити потребно хируршки одстранити цео прст.
Нега ноктију, данас се може обављати у салонима за негу кућних љубимаца, најважније је не занемаривати овај сегмент неге, једнако важан за здравље животиње.

## Чешљање паса
Правилно дотеривање псеће длаке (grooming)је део основне хигијене и одржавања длаке. На жалост, многи власници нису довољно упорни и одустају када се пас побуни, што ће он свакако најчешће и учинити, или су лењи због чега ће длака њиховог пса бити неугледана. Са чешљањем треба почети што раније, како би пас, још у узрасту штенета, навикао да је чешљање део његове свакодневне рутине. Уколико се чешљање занемари, длака кућног љубимца се претвара у хрпу чворова који су по животињу врло неугодни а посебно нездрави. Длака добија неугодан и интензиван мирис, а често се јављају и кожне болести.
Чистоћу длаке и коже најлакше је одржавати свакодневним четкањем. Прибор за одржавање длаке првенствено зависи од расе пса. Чешљеви се деле на обичне четке, чешљеве и ”псеће” рукавице.
Четка је прибор који се врло често користи у редовном уређивању и нези длаке. Зависно од типа и дужине длаке четке могу бити од праве длаке или са металним зупцима. Четка не сме бити од синтетичког материјла, јер може изазвати алергије.
Чешљеви би требало да су метални, а зуби чешља морају бити заобљени или бојом заштићеног врха, како не би повредили кожу и чупали длаку. Свим расама паса потребан је чешаљ ређег зуба, размака 2 мм. Псима финије  длаке и расама које су склоније мршењу  длаке и стварању чворова потребан је гушћи чешаљ. Ређим чешљем можемо размрсити чворове и чуперке. Гушћим чешљем рашчешљава се дубљи слој и одстрањује се мртва длака. Добар је и  чешаљ са ротирајућим зупцима који отпетљава чвориће длаке, а да при том не чупа и не ствара непријатан осећај код пса.
За краткодлаке расе паса добре су кратке густе четке, као и ”псеће” рукавице и гумене четке јер оне на принципу електрицитета привлаче длаку и тако је уклањају. Приликом чешљања пса глатке длаке потребно је пратити смер раста длаке, почевши од главе и идући ка репу.
За дугодлаке расе паса, треба користити четке дугих и ређих чекиња уметнутих на гумену основу. Потребно је темељно ишчешљати предео трбуха, унутрашњи део ногу, као и делове око врата и ушију. Четка крутих зубаца је најподеснија за почетак рада на псу. Длака се мора дотеривати енергичним потезима у супротном смеру раста длаке, према телу, или његовим деловима. Чешљање почиње од главе, затим се постепено прелази на тело и на крају се чешљају шапе којесу и најосетљивија регија код највећег броја паса. Пас ће најпре одреаговати када му се чешљају шапе. Након неколико дотеривања, требало би да се пас навикне и буде опуштенији и мирнији током чешљања. 
Када се добро очетка сваки део на псу, са металним чешљем треба поново проћи кроз крзно, постепено и темељно. Притом је вежно да пса не чупате и не повређујете како се не би код њега јавио отпор према чешљању, али чешљање пса мора бити одлучно. Са добрим четкањем и чешљањем, пас ће бити ослобођен мртве длаке и старе поддлаке, поспешиће се раст нове квалитетније длаке, а пас ће се осећати удобно и комотно. Нарочито је важно обратити пажњу на длаку иза ушију и под пазухом, то су места где се длака највише мрси.

## Шишање
По дефиницији, шишање паса јесте скраћивање длаке машиницом, маказама или тримером. Шишања такође спада у део основне хигијене и одржавања длаке. Шишањем се мртва длака уклања из крзна, а резултат шишања је уредан и чист пас. Длака на леђима је део тела који није нарочито осетљив, па ће већина паса дозволити чешљање и тако одржавање длаке. Међутим, длака испод пазуха, на стомаку и између јастучића на шапама често ствара проблеме и власнику и псу. Шапе су јако осјетљиве и након неког времена, та се длака претвара у тврди грумен, пун каменчића и травки, долази до повреде шапе и шепања. Редовно сређивање шапа свакако је превентива таквих проблема.
Опрема која је потребна за шишање паса су сто за шишање, специфичне маказе различитих намена, електрична машиница и тримери са различитим функцијама.
Првенствено се шишају дугодлаки пси и то посебно пси који припадају расама које се не лињају јер им поддлака не испада из крзна већ се  ишчешљава. Код тих пасмина је шишање и питање здравља коже и крзна па и самог пса. Међутим длака краткодлаких кућниџ љубимаца често је велики проблем. Њихово лињање и расипање длаке по стану, у колико се држе у кућним условима, веома је непријатно за власника и због тога се шишање препоручује и код неких краткодлаких паса.
Шишање код паса има двојаку функцију. Када су у питању дугодлаки кућни љубимци шишање је чешће ствар хигијене пса, мада оно код појединих раса укључује и естетику пса и истицање расних карактеристика. Нарочито у колико се пас спрема за такмичење шишање и нега длаке биће комплексан и дуготрајан процес како би се достигла такмичарска фигура животиње. Расе паса које се шишају су пудле свих величина, малтезери, бишони и сл.
Постоје курсеви на којима се могу научити основна правила за шишање паса различитих раса, и сваки власник може мање или више научити о томе и сам шишати свог кућног љубимца мада данас постоје професионални грумери и све већи број салона за шишање и негу паса у којима ће пас добити потребан третман. Оно што је важно је да је чист пас има све услове да буде и здрав пас.

### Тримовање
Тримовање се не може применити на сваки тип псеће длаке већ се тримују углавном оштродлаки пси, на пример шнауцери, фокс теријери, шкотски теријери, код којих је то и основни начин одржавања длаке. Тримовање је чупкање длаке преко оштрог ножића, тримера. Тим чупкањем заправо одстрањујемо мртву длаку и омогућавамо здравој длаци да се регенерише. Да би псу длака константно била густа, оштра и сјајна, мора се тримовати на сваке две недеље. Важно је знати и проценити које делове треба тримовати, па је зато то најбоље препустити људима који се баве професионално гроомингом, односно шишањем и сређивањем паса.

## Хигијена зуба
Бело - жућкаста наслаге на површини зуба представљају бактерије које нападају десни и проузрокују њихову упалу –  гингивитис. Присуства огромног броја ових бактерија у организму, може довести до озбиљних компликација: инфекције на срчаним залисцима, обољења бубрега и јетре...
Најбољи начин да се очува хигијена и здравље зуба је свакодневно чишћење зуба са посебно обликованом четкицом за псе и посебном пастом за зубе која је намењена искључиво псима. Никако не користити зубну пасту за људе. На овај начин ћемо укланити сав каменца са површине зуба.
Постоје различити производи које пси радо жваћу и тиме механички чисте зубе, а ветеринар вам може препоручити и посебну врсту хране која ефикасно одржава зубе чистим и смањује стварање каменца.
Сви пси су мање или више склони стварању каменца на зубима. Некад је и до расе, а некад искључиво генетска предиспозиција. Уколико дође до значајног нагомилавања чврстих наслага на псећим зубима потребно је обратити се ветеринару. Тада се те наслаге уклањају ултразвучним захватом и то се ради док је пас под анестезијом.

## Дневна физичка активност
Шетање, истрчавање и тренинг, физичке су активности које свакодневно треба примењивати код узгоја свих паса. Да би пас имао добро развијен скелет и мишићну масу, да се не би удебљао и да би му сви витални органи дуго остали здрави пас се мора сваког дана изводити у шетњу и излагати одређеном физичком напору као што је на пример трчање за лоптицом или неким другим предметом који је њему инспиративан. Шетање паса је уједно важно као вид социјализације животиње. Потребно је да пас, од најранијих дана, упознаје друге псе, своје шире окружење и људе у околини. То код пса развија добре психолошке особине и добрим делом формира његову нарав и однос према околини. Ово важи чак и за псе који живе у дворишним кућицама и боксовима. Пас који живи у ограниченом простору и нема контакт са широм околином углавном је потиштен, лоше физичке кондиције, запуштеног изгледа и често агресивног понашања.
Када штене уђе у кућу потребно га је изводити чешће, како би се научило да нужду обавља ван куће. Не треба претеривати са активностима и вежбањем код јако младих паса, јер то може штетити развоју штенета. Осим могућих телесних повреда, пас може постати претерано раздражљив, захтеван, па чак и агресиван. Зато је довољно за почетак неколико кратких, десетоминутних лаганих шетњи и једна дужа од 20 минута.
Одрасле препоручено је шетати 2-3 пута дневно: ујутро, у поподне и увече. Пас се не изводи само ради обављања нужде, већ и ради физичке активности, добре форме и здравља пса, дружења и игре с другим псима, дружења с власником, менталне активности приликом разних игар. Дужина тих шетњи умногоме ће зависити од пасмине, и препоручено је да оне буду минимум три пута по 30 минута сваког дана.

### Шетање по киши
Неки пси никако не воле шетњу по киши. Уколико морају ради обављања нужде, обавиће то брзо, али никако се не сме дозволити да пас прескочи излазак. Има, наравно паса којима ни киша ни ветар неће сметати. Могуће је пса мавићи на заштитно водоотпорно одело, чиме се скраћује време сушења по повратку кући, смањује могућност да пас добије прехладу и чува квалитет длаке јер влажна длака, нарочито код дугодлаких раса идеално је место за паразите и бактерије.

### Шетња по врућини
Лети кад је вруће ни псима не прија боравак на јаком сунцу и активност по највећој врућини. Зато шетње треба прилагодити тако да јутарња и вечерња буду дуже а подневна кратка и ефикасна. У летњем периоду обавезно треба носити воду за пса како не би тражио воду у уличним барицама.

## Одабир и хигијена места боравка
Било да пас живи у кући или на дворишту, у кућици за псе или у боксу за псе, важно је да власник (одгајивач) испоштује нека основна правила за одржавање простора у коме пас борави. 
Псу треба обезбедити простор, који ће сматрати својом територијом, како би научио ограничења која ће морати да поштује током живота са својим власником. Такође овако ће пас научити да поштује свој животни простор и простор у коме живи његов власник. 
Пси су друштвена бића, зато их не треба изоловати од породице. Важно је да пас има приступ простору у коме живе његови власници. То значи да му треба обезбедити приступ унутрашњости куће, ако живи у дворишту, или других делова стана ако живи у стану. У члану 57 Закона о добробити животиња стоји: „Власник, односно држалац пса не сме држати пса стално везаног на ланцу или на други сличан начин везаног, осим ако је везан на продужену водилицу.” Псу који живи на дворишту мора се обезбедити удобан смештај, кућица која је једним делом на сунцу а другим у хладу. Простирка на којој ће пас спавати мора бити квалитетна, мора се повремено проветравати, мењати (ако се користи слама) и прати у колико се користи ћебе, стари јорган и слично.
Посуде за воду и храну морају увек бити чисте, вода у посуди мора бити свежа и чиста, а по правилима о исхрани паса храна се не сме предуго остављати у посуди, нарочито уколико се пас храни послусвежом или свежом храном.
Када пас живи на дворишту мора се водити рачуна о метеоролошким приликама. Пас се мора штитити од високих летњих и минусних зимских температура.
У кућним условима пас такође треба да има своје место. Место за спавања и место где му стоје посуде за воду и храну као и место где му стоје играчке. Све то мора бити чисто и одржавано. Такође се повремена подови у стану и дрвени намештај морају третирати неким наменским препаратима против паразита који формирају гнезда у уским проторима између дрвених летвица паркета, ламперије и подних дасака и сл.